# Jadwiga Jakubowska

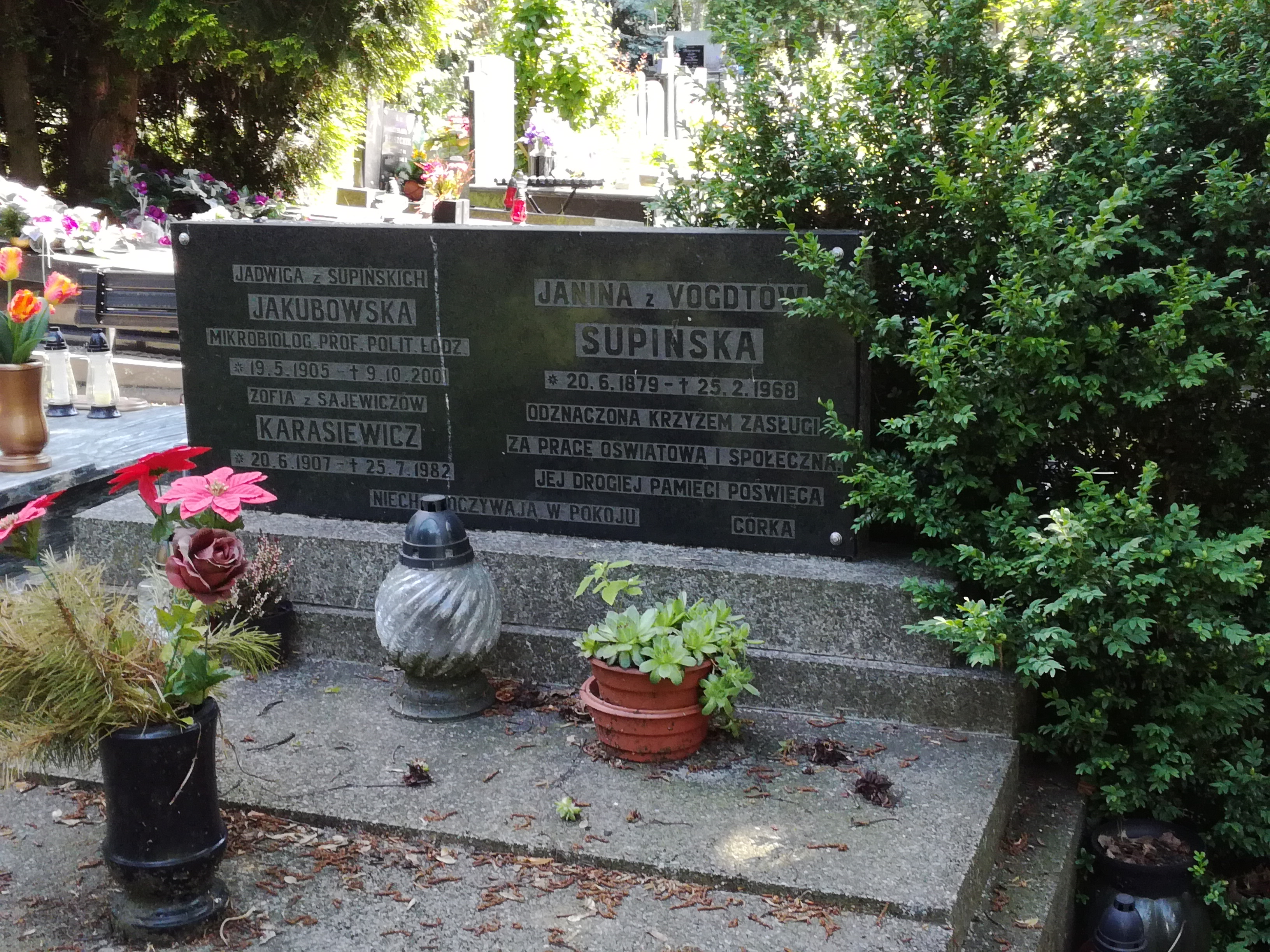
Grób Jadwigi Jakubowskiej na cmentarzu komunalnym Doły

Jadwiga Jakubowska (ur. 19 maja 1905 w Warszawie, zm. 9 października 2001) – polska technolog żywności i żywienia, profesor Politechniki Łódzkiej.
W 1929 roku ukończyła Szkołę Główną Gospodarstwa Wiejskiego w Warszawie i uzyskała dyplom magistra inżyniera, a w 1951 roku stopień doktora na tej samej uczelni. Od 1929 roku pracowała naukowo, początkowo w Instytucie Przemysłu Fermentacyjnego w Warszawie. W okresie okupacji działała w Armii Krajowej, a po ucieczce z obozu w Pruszkowie zatrzymała się w Osadzie Pałacowej w Skierniewicach, w pracowni Czystych Kultur. Od 1947 do 1952 roku pracowała na Uniwersytecie Łódzkim, a następnie do 1975 roku w Politechnice Łódzkiej na Wydziale Chemii Spożywczej, gdzie zorganizowała Katedrę Mikrobiologii Technicznej. Została tam w 1954 roku zastępcą profesora, w rok później uzyskała tytuł profesora nadzwyczajnego.
Jest autorką lub współautorką ponad 200 rozpraw i artykułów naukowych, 45 opracowań przeglądowych, 2 książek, 2 skryptów. Wypromowała 20 doktorów. Prezentowała ponad i 30 referatów kongresach i zjazdach naukowych. Treścią tych prac były badania nad fizjologią i metabolizmem drobnoustrojów przemysłowych, modelowanie wzrostu, produkcyjności, przygotowali je podstaw teoretycznych wielu procesów przemysłowych. Wykryła i opisała nowy gatunek bakterii mlekowych, Uznanie i wyróżnienie zdobyły badania nad fermentacją itakonową i itawinlową wykonane dla Departamentu Rolnictwa USA. Ważne były badania mikroflory różnych procesów fermentacyjnych, ich korekta, zmiany w technologii, wdrożenia. Zorganizowała w Politechnice Łódzkiej Kolekcję Szczepów Przemysłowych, rejestrowaną od 1972 roku w skali międzynarodowej jako Kolekcja ŁOCK 105. Działała w Polskim Towarzystwie Mikrobiologów.
Była honorowym członkiem Komitetu Mikrobiologii oraz Komitetu Technologii i Chemii Żywności PAN. Wydział V PAN odznaczył ją medalem im. Michała Oczapowskiego. Prezentowała Polskę w Międzynarodowej Komisji Drożdżowej. W 1990 roku otrzymała tytuł doktora honoris causa Politechniki Łódzkiej. Odznaczona m.in. Krzyżem Walecznych za walkę z okupantem oraz między innymi Krzyżem Komandorskim i Kawalerskim Orderu Odrodzenia Polski, Medalem 40-lecia Polski Ludowej, Odznaką tytułu honorowego „Zasłużony Nauczyciel PRL”, Odznaką „Zasłużony Pracownik Przemysłu Spożywczego”.
Autorka ponad 100 prac oryginalnych z dziedziny fizjologii i metabolizmu drobnoustrojów występujących w przemyśle fermentacyjnym, mleczarstwie i przy produkcji żywności.
Pochowana na cmentarzu komunalnym na Dołach w Łodzi (kwatera Xb).